# Paradis sur mesure
Paradis sur mesure  est un recueil de dix-sept nouvelles de l'auteur Bernard Werber, publié le 1er octobre 2008. Ces nouvelles décrivent des moments passés et des futurs possibles. Les « passés » correspondent à des épisodes autobiographiques, tandis que les « futurs » montrent souvent une humanité en difficulté. La dernière phrase du roman et de la 17e nouvelle est : « retrouvons nous bientôt ».

## Nouvelles

### Et l'on pendra tous les pollueurs
Cette nouvelle dépeint un futur possible durant lequel la pollution est devenue un crime puni de mort, à la suite de la détérioration rapide de la couche d'ozone. Après de nombreux conflits, le monde est devenu un lieu où tout a été fait pour conserver les apparences de l'urbanisme contemporain mais avec des moyens écologiques.
Le narrateur et personnage principal, Jérôme Toledano, est un ancien membre de la Police Anti-Pollution démis de ses fonctions pour ses manières brutales. Il officie désormais comme inspecteur auprès des affaires de soupçon de pollution. Cependant, il est piégé par sa maîtresse : il accepte d'être initié au plaisir de manger de la viande rouge, de fumer un cigare et de rouler sur une moto, et y prend goût. Il est alors arrêté, pendu pour trahison et pollution. Il regrette son erreur et dit en guise de conclusion : « Le monde est condamné, ils continueront de polluer par bêtise, par avidité et manque de conscience. [...] Le plaisir de faire vroum-vroum sera toujours supérieur au désir de sauver nos enfants. [...] Il en faut si peu pour basculer. »

### Intermède: la vérité est dans le doigt
Cette nouvelle, comme son titre l'indique, n'en est pas vraiment une et a valeur de court intermède. Page 49.

### Question de respect
Présentée sous forme de monologue, cette nouvelle raconte la soirée d'un agent de sécurité particulier qui a vu la vie nocturne d'un présentateur télé, où, dans la même nuit, il a frappé deux prostituées, battu un grand trafiquant de drogues avec une tringle à rideaux et provoqué l'incendie d'une boîte de nuit non sans avoir insulté le personnel.
Le narrateur conclut en se demandant si le respect dont il a fait montre durant cette nuit était réciproque.

### Le sexe des fleurs
Futur possible, imaginant l'humanité devenue stérile. L'humanité s'en trouve désemparée jusqu'au jour où on découvre que certains hommes et femmes ont muté et développé un appareil reproducteur semblable à celui des fleurs. Le monde évolue donc pour permettre la pérennité de l'espèce, devenant ainsi de plus en plus végétal.

### Civilisation disparue
Un groupe d'archéologues part à la recherche d'une civilisation disparue. seul un, l'initiateur de l'expédition, parvient au bout de ses recherches et découvre les derniers vestiges d'un peuple civilisé et développé mais qui s'est auto-détruit à cause de son égoïsme. Le lecteur découvre à la fin que l'explorateur est une fourmi, et la civilisation, les hommes.

### Meurtre dans la brume
C'est l'histoire d'un jeune homme qui est envoyé dans un petit village de province pour travailler en tant que journaliste. Lors d'une enquête sur la découverte d'un jeune enfant décédé retrouvé dans le fleuve, il mène une enquête pour son journal. Il apprend très vite que c'est probablement la mère du petit qui l'a tué pour faute d'argent. Elle a préféré garder le plus beau des deux enfants et sacrifier l'autre pour l'argent. Son chef de rédaction, après avoir lu son article, lui dit qu'il ne doit pas le publier, car il aurait alors sur la conscience la mort de plusieurs enfants qui comme ce petit garçon pourraient mourir noyés dans un sac. Son article donnerait à toutes les autres mères se trouvant dans la même situation une nouvelle manière de se débarrasser de leurs enfants devenus trop encombrants.
Il finira par partir pour travailler ailleurs car cette histoire le hante. Un peu plus tard éclate l'affaire Grégory. Il se dira alors : « Celui qui a publié cela a-t-il pensé aux conséquences de son acte ? »

### Demain les femmes
Madeleine Wallenberg, une scientifique généticienne rêve constamment d'un monde peuplé uniquement de femmes. Ce rêve altérera son travail de biologiste, qui étudie les capacités d'évolution des espèces aux radiations nucléaires.
En s'inspirant des études de sa mère, elle parvient à faire évoluer une espèce de souris résistantes grâce à un mode de reproduction ovipare. Elle devient alors la cible du gouvernement pakistanais, dirigé par un ancien militaire condamné par un cancer qui veut condamner l'humanité, parce qu'officieusement, Madeleine a déjà créé un premier œuf humain.
La nouvelle se conclut alors que le monde se détruit et que le premier œuf viable éclot.

### Paradis sur mesure
Sous forme épistolaire, l'auteur décrit son destin : enlevé à la nature, il est devenu une star du Music-hall en se produisant avec un homme qu'il prend pour son imprésario. Alors qu'il vieillit et que son imprésario sombre dans l'alcool, il est envoyé dans une boucherie : l'auteur est en réalité un lapin et son imprésario un prestidigitateur.

### Le Maître de cinéma
Après la troisième guerre mondiale, les chefs d'État décident qu'il faut « oublier » pour ne pas récidiver. Plusieurs interdictions s'ensuivent, dont l'interdiction de l'instruction de l'Histoire. Leurs décisions entrainant l'ennui du peuple, le cinéma devient alors l'occupation principale des humains, et rapidement, seul un réalisateur, David Kubrick, parvient à imposer ses films.
Plusieurs années plus tard, alors que les rumeurs de la mort de Kubrick s'intensifient, une journaliste infiltre les studios, étrangement déserts, pour retrouver le Maître de Cinéma et apprendre son secret : il a utilisé le Grand collisionneur de hadrons pour remonter le temps et filmer de vraies personnes avant l'Apocalypse. Mourant, la journaliste accepte de prendre sa relève, mais elle finit par mourir elle aussi, la vérité est révélée et les films du Maître interdits, mais ils sont encore en circulation sous le manteau.

### Le Moineau destructeur
Le narrateur de la nouvelle rencontre une jeune femme pessimiste avec qui il vivra une liaison compliquée. Il essaiera de l'aider, même après qu'elle le quitte pour un brillant psychiatre, spécialiste de l'amour et de la psychologie féminine. Quand ils découvrent que le psychiatre est un fou destructeur et jaloux à l'extrême qui soumet ses compagnes avec des drogues et des mauvais traitements, et ce en toute impunité car protégé par ses relations politiques, le narrateur vient au secours de la jeune femme, qui finit par retourner deux fois chez le psychiatre.
Leur dernière rencontre se passe alors que le psychiatre s'apprête à violenter et séquestrer à nouveau la jeune femme dans son appartement. Il faudra l'intervention de trois agents de police pour que le couple puisse fuir, mais le narrateur décide de couper toute relation avec elle, ne pouvant plus en supporter davantage. La jeune femme retourne dans sa Normandie natale, tandis que le psychiatre parvient à conserver son image publique intacte.

### Là où naissent les blagues
Un comique en pleine gloire décide de tout cesser afin de trouver l'origine des blagues. Ils remontent le fil jusqu'à découvrir une société secrète, la Grande Loge de l'Humour, terrée sous un phare au large de Carnac. Il suit ainsi la formation de ceux qui créent les boutades, découvrant l'histoire de l'humour et la biologie du rire, parvenant à devenir membre de la GLH.
Pour son avenir, il s'interroge sur la Blague Ultime, celle qui serait capable de faire mourir n'importe qui de rire.

### Les Dents de la Terre
Un étudiant en journalisme remporte un concours pour la promotion d'un reportage original. Il peut ainsi partir réaliser son objectif : un reportage photo sur les fourmis magnans, au cours duquel il découvre la culture du village africain et manque de perdre la vie dévoré par les insectes pour prendre une image de la reine de la colonie.

### Ça va vous plaire
Un scénariste soumet le projet d'une nouvelle série télévisée quand le directeur des programmes lui montre que son projet est trop original pour fonctionner. Le jeune auteur commence à ouvrir les yeux sur le conformisme du monde dans lequel il vit et essaie de provoquer une réaction des gens, sans succès. Il retourne alors chez le directeur des programmes, qu'il accuse d'être en partie responsable de l'apathie des masses et menace de le tuer selon un tirage de pile ou face.
Finalement, il l'épargne et lui fait produire une série sur son aventure, qui connait un succès retentissant, mais le directeur de chaîne en fait dès lors le nouveau modèle à suivre.

### La Guerre des marques
Un récit d'anticipation où les entreprises commerciales prennent le pas sur le pouvoir politique, prenant le contrôle du monde et changeant les nations en territoires de préférence à une marque.
Celles qui sont devenues suffisamment puissantes se lancent dans la conquête spatiale, délaissant la Terre désormais inhabitable et inexploitable, mais où certaines personnes âgées retrouvent le savoir-faire de la manufacture.

### La Stratégie de l'épouvantail
Le narrateur, anonyme, se rend à la réunion du syndic de son immeuble et participe à des votes à mains levées sur différents points, à commencer par l'installation d'un centre pour enfants trisomiques au rez-de-chaussée. Il se dégage rapidement un groupe de six personnes mal aimables que tous les résidents prennent en grippe.
Le narrateur découvre peu après que le syndic et les six sont de connivence, en ayant manipulé tous les résidents pour atteindre leurs véritables objectifs : le financement des travaux par un parent du directeur du syndic et l'augmentation du salaire de ce dernier.

### Anti-proverbe
Un ancien professeur de philosophie et un enfant s'affairent à démontrer que les proverbes français sont faux, avant de conclure qu'ils ne sont plus adaptés à la société actuelle.

### Un amour en Atlantide
Le narrateur revit par la méditation une de ses vies antérieures, celle où il a rencontré son grand amour. Il découvre ainsi la vie d'un homme, qu'il identifie comme un Atlante, qui a vécu une passion forte avec une jeune femme. En sortant de son expérience, le narrateur reste songeur et espère retrouver son âme sœur de nos jours.